# Peter Barthold Schnibbe

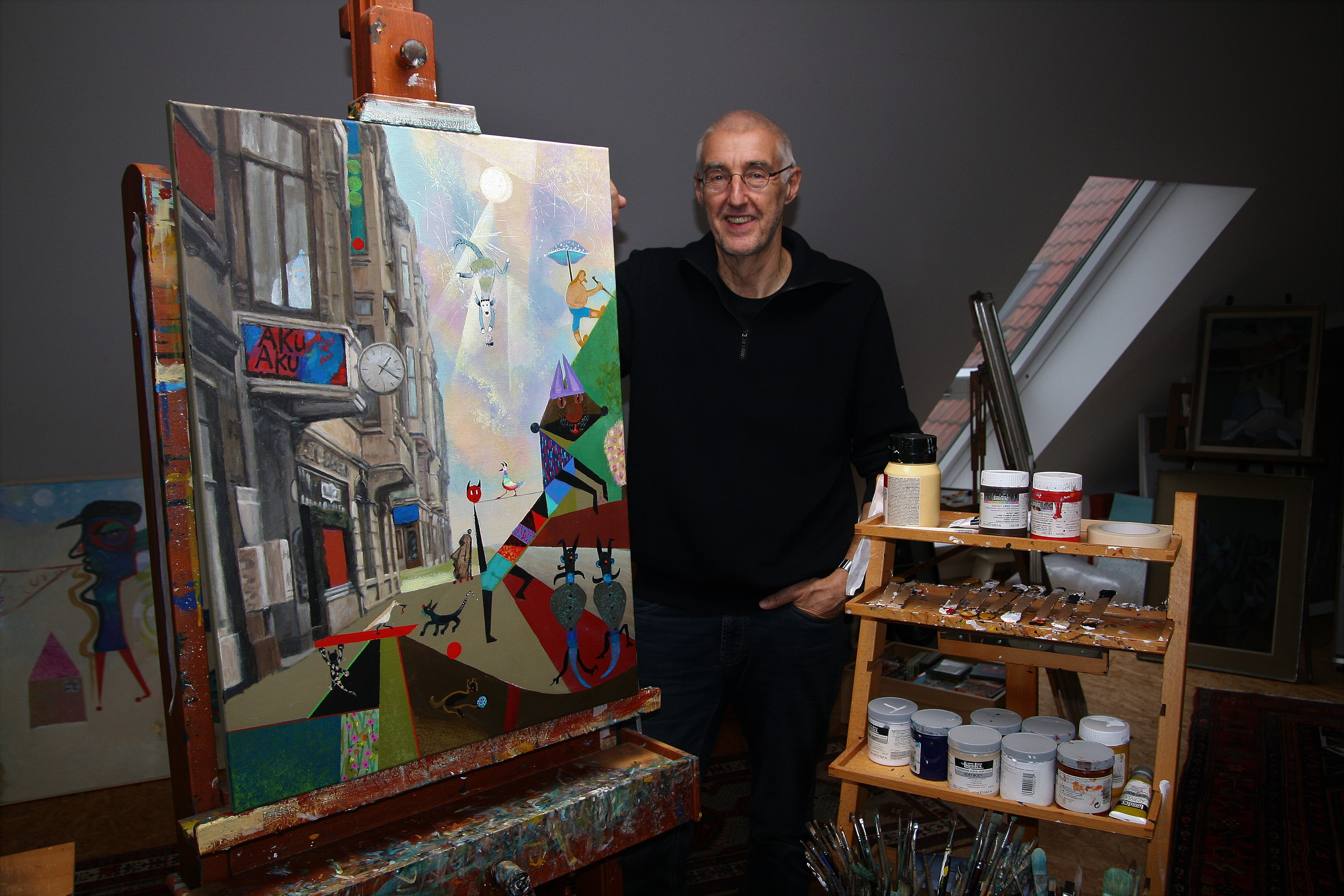
Peter Barthold Schnibbe (2008)

Peter Barthold Schnibbe (* 3. Juli 1951 in Bremerhaven; † 27. Februar 2023) war ein deutscher Maler der Postmoderne in der Tradition des Realismus, der nordischen Malerei und der Romantiker des 19. und 20. Jahrhunderts.

## Biografie
Schnibbe war der Sohn von Barthold Schnibbe (1910–1975) und Helga Knorr (* 1929). Sein Vater war Kapitän in der Handelsmarine während des Zweiten Weltkriegs. Sein Urgroßonkel mütterlicherseits war der Landschaftsmaler und Grafiker Hermann Schnee. Ein Urgroßonkel väterlicherseits war der Schriftsteller Hermann Allmers. Schnibbe war ein Neffe des Dichters Wilhelm Schnibbe.
Er lebte bis 1968 in Bremerhaven und zog mit seiner Mutter und dem Stiefvater nach Neustadt an der Weinstraße. Nach dem Abitur studierte er von 1971 bis 1972 Kunst und Germanistik an der Universität Koblenz in Landau in der Pfalz. Sein Examen legte er 1976 an der Universität Bremen ab, absolvierte anschließend sein Referendariat am Kippenberg-Gymnasium in Bremen und unterrichtete ab 1980 Kunst und Deutsch an der Kooperativen Gesamtschule Weyhe-Leeste. Ab 1996 arbeitete Schnibbe als freischaffender Künstler in seinem Atelier in Weyhe-Melchiorshausen.
Seit seiner Jugend war Schnibbe musikalisch aktiv. Von 1976 bis 1979 initiierte er die niederdeutsch singenden Folkrock-Band Hartleed und gehörte ihr als Schlagzeuger an, mit der er mehrere Alben veröffentlichte und im Fernsehen und Hörfunk präsent war. Ab 1999 war er Schlagzeuger und Sänger bei der Formation Uncle Snake. Zudem war er literarisch tätig.

Im Sommer 2015 heiratete er in Kanada.
Er war Mitglied im Föhrde-Club (Kiel) und im Kunstverein - Kunststiftung Lilienthal. Er engagierte sich aktiv für die Deutsche Gesellschaft zur Rettung Schiffbrüchiger und für die Kulturarbeit in Bremerhaven im Förderverein die Alte Bürger.

## Werk und Wirken
Als Jugendlicher begann er, mit Gouache und Ölfarbe zu arbeiten, später dann mit Acrylfarbe. In seinen frühen Werken waren es vor allem US-amerikanische Landschaften, die er abbildete. In der Folge näherte er sich zunehmend dem Fotorealismus an. Ende der 1990er-Jahre wurden die Konturen des Abgebildeten zusehends weicher, ohne dabei im Kern an Exaktheit zu verlieren. Das Farbspektrum weitete sich aus, die Wahl der Motive wurde vielschichtiger. Häufig wurden Schnibbes Arbeiten mit denen Edward Hoppers verglichen. Elemente der Worpsweder und der Nordischen Malerei Dänemarks finden sich in seinen Werken wie auch von Edvard Munch, Peder Severin Krøyer, Caspar David Friedrich und Georgia O’Keeffe.
Eine Freundschaft verband Schnibbe mit dem Maler Otto Quirin, die sich auch im Schaffen gemeinsamer Werke zeigte.

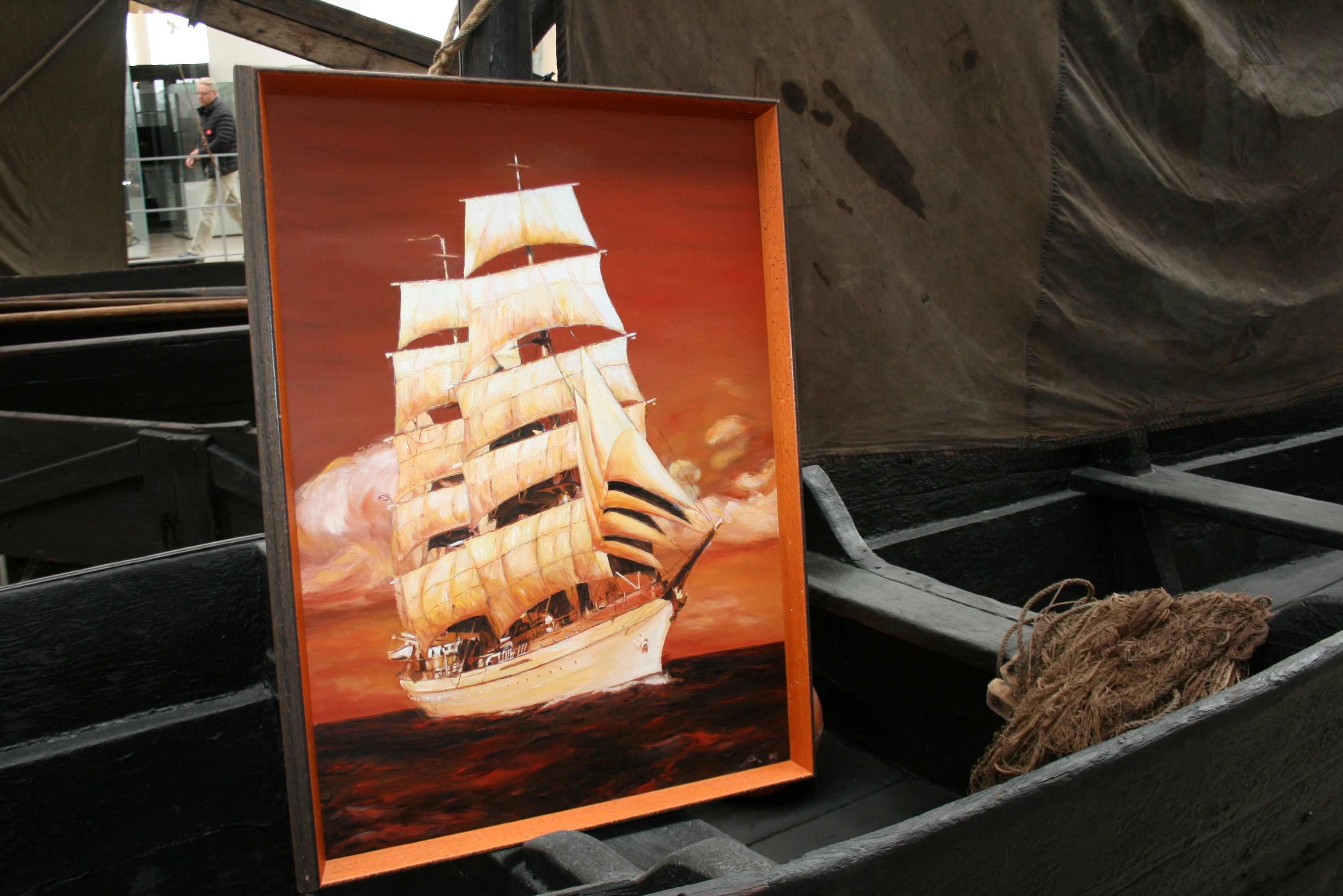

Dauerhaft präsent ist Schnibbe mit seinem Triptychon Riders on the Storm im Deutschen Schifffahrtsmuseum in Bremerhaven, mit Vaters Schiff im Admiralszimmer des Föhrde-Clubs zu Kiel und in der Offiziersmesse des Segelschulschiffs Eagle der United States Coast Guard mit dem Werk Hour of Birth.

## Ehrungen
- 2022: Kulturpreis des Landkreises Diepholz[2]

## Ausstellungen und Präsentationen (Auswahl)
- 1989: Neustadt/Wstr., Gruppenausstellung des Neustadter Kunstvereins
- 1990: Sudweyher Wassermühle
- 1992: Hannover, Niedersächsisches Kultusministerium
- 1994: St.Louis, USA , Art-loft-Gallery Collinsville
- 1994: Künstlerhaus Griessee, Chiemgau
- 1995: Hannover, Niedersächsisches Kultusministerium
- 1998: Worpswede, „Die Insel“
- 1999: Emsland-Museum, Forum Form Clemenswerth
- 2000: Edmonton/Kanada, Anasazi Santos Gallery
- 2001: Museum für das Fürstentum Lüneburg
- 2001: Hoogeveen, Holland, De Tamboer
- 2002: Bremen, Humboldt-Schlüter-Stiftung
- 2002: Bremen, World Trade Center
- 2002: Rotenburg, Kunstturm
- 2003: Kunstverein Krakow am See
- 2003: Kunstverein Bad Zwischenahn[3]
- 2004: Bremer Technologiehaus
- 2004: Bremen, Kunst im Raum Seidemann
- 2008: Künstlerhaus Spiekeroog, Gruppenausstellung mit Otto Quirin, Kurt Schulzke u. Lutz E. Felsmann[4]
- 2009: Teilnahme an der Park Art, Emslandmuseum Schloss Clemenswerth
- 2010: Osnabrück, Teilnahme an der „Impulse International“
- 2010/2011: Bruchhausen-Vilsen, Teilnahme an der „Kunstschiene“, Malerei und Poetry Slam
- 2010: Baden–Baden, Gruppenausstellung und Galerie Bierhinkel[5]
- 2011: Straße der Kunst im Landkreis Diepholz
- 2012: Ahrenshoop, Kunsthaus am Schifferberg
- 2014: „So oder So. Zwei Positionen der Postmoderne“ im Kunstverein Worpswede Das Blaue Haus, Doppelausstellung mit Otto Quirin
- 2015: Bremen, Haus Paula Becker (mit Stefan Vogt)
- 2015: Niedersächsisches Gartenkulturmusikfestival
- 2016: Bremerhaven, Deutsches Schifffahrtsmuseum und Galerie Werkstatt 212
- 2017: Lilienthaler Kunststiftung
- 2018: Carolinensiel, Deutsches Sielhafenmuseum (mit Hans-Jürgen Dehn)
- 2018: Bremen, Unser lieben Frauen Kirche, Konzert mit Joanna Kamenarska und Nadja Dimitrov, Ausstellung mit Otto Quirin und Peter Barthold Schnibbe - zu Gunsten Ketaaketi
- 2018: Teilnahme an der Kunstauktion des Rotary Clubs Hamburg-Elbe
- 2005/2019: Wiederholte Teilnahme an der Wiecker Neujahrsauktion